# Нельсон, Мэгги
Мэгги Нельсон (англ. Maggie Nelson; род. 12 марта 1973, Сан-Франциско, Калифорния, США) — американская писательница, эссеистка и поэтесса, доктор философии (2004), профессор английского языка в Университете Южной Калифорнии.

## Жизнь и творчество
Мэгги Нельсон родилась в 1973 году в Сан-Франциско, штат Калифорния, в семье юриста Брюса Нельсона и Барбары Нельсон, урождённой Миксер. Когда Мэгги было восемь лет, родители развелись, после чего она и её старшая сестра Эмили жили на два дома: то с отцом, то с матерью и её новым мужем. Спустя два года, в возрасте сорока лет, их отец умер от сердечного приступа.
В 1990 году Нельсон переехала в Коннектикут и поступила в Уэслианский университет, где изучала английский язык, в том числе письмо под руководством Пулитцеровской лауреатки Энни Диллард. Там Нельсон познакомилась и с другой важной для её творчества фигурой — квир-поэтом Айлин Майлз, чьи воркшопы она посещала в дальнейшем. В 1994 году Нельсон получила степень бакалавра искусств, а с 1998 по 2004 год училась в аспирантуре Городского университета Нью-Йорка, окончив его с докторской степенью по английской литературе. В 2005 году вернулась в Калифорнию, чтобы преподавать в Калифорнийском институте искусств. В 2017 году стала профессором английского языка в Университете Южной Калифорнии. Кроме того, она преподавала литературу и письмо в Уэслианском университете, Институте Пратта и Новой школе в Нью-Йорке.
Сперва Нельсон публиковалась в небольших издательствах как поэтесса, затем также начала писать прозу в жанре нон-фикшн и выпустила книгу «Джейн: Убийство» (2005), которая, как и изданные следом мемуары «Красные части» (2007), посвящена давнему убийству её тёти по материнской линии. Тексты Мэгги Нельсон не только автобиографичны, но и затрагивают философию, художественную и литературную критику, феминизм, квир-теорию, сексуальную и гендерную идентичность, сексуализированное насилие. Из-за подобной эклектики многие её произведения не поддаются жанровой классификации. Свой творческий метод она называет «автотеорией», заимствуя термин у Поля Б. Пресьядо. В частности, в автотеоретической форме написаны её сборник «Синеты» (2009) и книга «Аргонавты» (2015), удостоенная Премии Национального круга книжных критиков.
С 2008 года Нельсон состоит в браке с гендерфлюидным художником Гарри Доджем, с которым познакомилась на презентации «Красных частей». У пары двое сыновей, один из них ребёнок Доджа от предыдущих отношений.
В 2019 году Нельсон была избрана членом Американской академии искусств и наук.

## Публикации
- Shiner. — Hanging Loose Press, 2001. — ISBN 978-1882413997.
- The Latest Winter. — Hanging Loose Press, 2003. — ISBN 978-1931236218.
- Jane: A Murder. — Soft Skull, 2005. — ISBN 978-1593766580.
- The Red Parts: A Memoir. — Free Press, 2007. — ISBN 978-1416532033.
- Something Bright, Then Holes. — Soft Skull, 2007. — ISBN 978-1593766580.
- Women, the New York School, and Other True Abstractions. — University of Iowa Press[англ.], 2007. — ISBN 978-1933368801.
- Bluets[англ.]. — Wave Books[англ.], 2009. — ISBN 978-1933517407.
- The Art of Cruelty: A Reckoning. — W. W. Norton & Company, 2011. — ISBN 978-0393343144.
- The Argonauts[англ.]. — Graywolf Press[англ.], 2015. — ISBN 978-1555977351.
- On Freedom: Four Songs of Care and Constraint. — Graywolf Press, 2021. — ISBN 978-1644450628.
- Like Love: Essays and Conversations. — Graywolf Press, 2024. — ISBN 978-1644452813.

#### На русском языке
- Синеты / пер. с англ. А. Каркачёвой. — М.: No Kidding Press, 2020. — 96 с. — ISBN 978-5-6042478-1-5.
- Аргонавты / пер. с англ. М. Захарова, под ред. А. Каркачёвой. — М.: No Kidding Press, 2020. — 192 с. — ISBN 978-5-6045961-3-5.
- Красные части: автобиография одного суда / пер. с англ. А. Каркачёвой. — М.: No Kidding Press, 2021. — 184 с. — ISBN 978-5-6044749-2-1.
- О свободе: четыре песни о заботе и принуждении / пер. с англ. И. Редькиной, М. Захарова; под ред. И. Ивакиной, Л. Эбралидзе. — М.: No Kidding Press, 2022. — 320 с. — ISBN 978-5-6045961-6-6.

## Награды и премии
- 2010 — Стипендия Гуггенхайма в области нон-фикшн[13].
- 2011 — Стипендия Национального фонда искусств в области творческого письма[англ.] (поэзия)[14].
- 2013 — Литературный грант от фонда Creative Capital[англ.][15].
- 2015 — Премия Национального круга книжных критиков в категории «Критика» за книгу «Аргонавты[англ.]»[10].
- 2016 — Стипендия Макартура[16].